# Regierung Stauning V
Die Regierung Stauning V (dän. regeringen Stauning V) unter Ministerpräsident Thorvald Stauning war vom 10. April bis zum 8. Juli 1940 die dänische Regierung. Es war die erste dänische Sammlungsregierung und die erste unter deutscher Besatzung, wenn man vom letzten Tag der Regierung Stauning IV absieht.
Die Regierung war die 37. Regierung seit der Märzrevolution. Sämtliche Minister aus der vorangegangenen Regierung behielten ihr Amt, hinzu kamen sechs Minister ohne Geschäftsbereich von der Venstre, 

## Kabinettsliste
| Ressort                                                | Name                  | Partei                      | Lebensdaten |
| ------------------------------------------------------ | --------------------- | --------------------------- | ----------- |
| Ministerpräsident                                      | Thorvald Stauning     | Socialdemokraterne          | 1873–1942   |
| Äußeres                                                | P. Munch              | Det Radikale Venstre        | 1870–1948   |
| Finanzen                                               | Vilhelm Buhl          | Socialdemokraterne          | 1881–1954   |
| Krieg und Marine (vereinigt als Verteidigungsminister) | Alsing Andersen       | Socialdemokraterne          | 1893–1962   |
| Kirche                                                 | Johannes Hansen       | Socialdemokraterne          | 1881–1953   |
| Bildung                                                | Jørgen Jørgensen      | Det Radikale Venstre        | 1888–1974   |
| Justiz                                                 | Svend Unmack Larsen   | Socialdemokraterne          | 1893–1965   |
| Inneres                                                | Bertel Dahlgaard      | Det Radikale Venstre        | 1887–1962   |
| Verkehr                                                | Axel Ingvard Sørensen | Socialdemokraterne          | 1882–1947   |
| Landwirtschaft und Fischerei                           | Kristen Bording       | Socialdemokraterne          | 1876–1967   |
| Industrie, Handel und Seefahrt                         | Johannes Kjærbøl      | Socialdemokraterne          | 1885–1973   |
| Soziales                                               | Ludvig Christensen    | Socialdemokraterne          | 1878–1956   |
| ohne Geschäftsbereich                                  | Søren Brorsen         | Venstre                     | 1875–1961   |
| ohne Geschäftsbereich                                  | Oluf Krag             | Venstre                     | 1870–1942   |
| ohne Geschäftsbereich                                  | Henrik Hauch          | Venstre                     | 1876–1957   |
| ohne Geschäftsbereich                                  | Henning Hasle         | Det Konservative Folkeparti | 1900–1986   |
| ohne Geschäftsbereich                                  | J. Christmas Møller   | Det Konservative Folkeparti | 1894–1948   |
| ohne Geschäftsbereich                                  | Vilhelm Fibiger       | Det Konservative Folkeparti | 1886–1978   |

## Quelle
- Statsministeriet: Regeringen Stauning V